# Ragbi na Mediteranskim igrama 1979.
Turnir u ragbiju na Mediteranskim igrama koje su se održale 1979. u hrvatskom gradu Splitu.

## Sastavi sudionika
- Jugoslavija: Goran Turkelj, Duško Panić, Dubravko Gerovac, Ivan Katalenić, Dubravko Lovrenčić, Željko Filipčić, Branko Radić, Branimir Marović, Zlatko Zekan, Drago Lulić, Slobodan Kostanić, Borislav Marić

## Konačni poredak
1. Francuska
2. Italija
3. Maroko
4. Jugoslavija
5. Španjolska
6. Tunis